# 보스크레센스키군
보스크레센스키군(러시아어: Воскресенский район)는 모스크바의 남동쪽으로 60 ~ 100km, 라멘스키 군의 서쪽과 북쪽에, 오레호보주옙스키 군과 예고리옙스키 군, 콜로멘스키 군의 남쪽, 스투핀스키 군의 남서쪽에 위치해 있다. 중심지는 보스크레센스크이다. 면적은 810,9 km이다.